# Non-player character
 Denne artikel bør gennemlæses af en person med fagkendskab for at sikre den faglige korrekthed.

En non-player character, ofte forkortet til NPC, er en engelsk betegnelse for en figur i et spil (som regel videospil) der ikke er styret af spilleren. I videospil betyder det som regel at figuren bliver styret af en computer (i stedet for spilleren), og har forudbestemt adfærd som potentielt kan have indvirkning på gameplayet, men det betyder ikke nødvendigvis at det skyldes kunstig intelligens.

## Rolle
I tabletop-spil som Dungeons & Dragons, er en NPC en figur som er styret af gamemasteren.